# Kameleon karłowaty
Kameleon karłowaty (Brookesia minima) – gatunek jaszczurki z rodziny kameleonowatych (Chamaeleonidae). Występuje w północno-zachodniej części Madagaskaru oraz na pobliskich wyspach, w tym Nosy Be.
Jest jednym z najmniejszych gatunków kameleona o długości nie przekraczającej 45 mm. Mniejszym od niego jest gatunek Brookesia micra.
Gatunek jest objęty konwencją waszyngtońską CITES (załącznik II).